# The Ditty Bops
The Ditty Bops — группа из Лос-Анджелеса (Калифорния), играющая что-то среднее по стилю между фолк, блуграсс, джаз, западный свинг, рэгтайм и музыкальный театр. В группе участвуют Abby DeWald (вокал и акустическая гитара) и Amanda Barrett (вокал, мандолина и цимбалы). Они известны благодаря своей отличной гармонии, игровому стилю и темпу, а также благодаря своим концертам, каждый из которых имеет свою тему и театральные элементы. Они были любовницами с 1999 года.
The Ditty Bops встретились в Нью Йорке, но сошлись через несколько лет после поисков их потерянного кота. Когда Abby и Amanda попали на задний двор незнакомца, они обнаружили что он был музыкантом, увлечённым коллекционированием гитар. Он подтолкнул их к формированию группы и началу творческой деятельности. Так родились the Ditty Bops.
Шесть их песен были включены в шоу «Grey’s Anatomy». Их песня «There’s A Girl» входит в саундтрек к сериалу.
В мае 2006 года, the Ditty Bops начали кросс-кантри (через страну) тур на велосипедах. К тому времени, как они закончат, они уже проедут от Лос-Анджелеса до Нью Йорка с выступлениями в самых различных местах.
Их Vegetable Bikini Calendar 2007 (овощной бикини календарь) изображает овощи в бикини и бикини сделанные из овощей.

## Дискография
- The Ditty Bops (CD) — Warner Bros Records — 2004
- Moon Over The Freeway (CD) — Warner Bros Records — 2006
- Pack Rat (EP) – Ditty Bops Music – 2007
- Summer Rains (CD) – Ditty Bops Music – 2008
- Songs for Steve (EP) – Ditty Bops Music – 2009
- The Color Album (EP) – Ditty Bops Music – 2010
- Love Letters (CD) – Ditty Bops Music – 2011
- Jelly for President - Yes We Jam (CD) – Ditty Bops Music – 2011